# 山松ゆうきち
山松 ゆうきち（やままつ ゆうきち、1948年7月8日 - ）は、漫画家。代表作は『くそばばの詩』『2年D組上杉治』『エラヅヨの殺し屋』『インドへ馬鹿がやって来た』など。

## 略歴
鳥取県倉吉市出身。中学卒業後の1964年に大阪の貸本出版社日の丸文庫に原稿を持ち込み、編集者兼漫画家として雇われる。山上たつひこらと住み込みで編集の仕事をしつつ、貸本誌『オッス!』に「田舎医者」などの短篇を掲載して漫画家デビュー。その後18歳で上京、あすなひろし、川本コオなどのアシスタントとなり、1967年に、『週刊漫画TIMES』に「ヤクザ無情」を掲載し商業誌デビューする。
やがて『ヤングコミック』で連載した「2年D組シリーズ」などで人気となる。1970年代に競輪選手を志し鳥取に帰郷して猛特訓を行ったが、競輪学校の年齢制限のために挫折して漫画家復帰する。1973年に映画『津軽じょんがら節』に出演。1980年代以降は、麻雀やパチンコなどのギャンブル漫画誌で活躍、1990年代になるとスポーツ新聞の4コマ漫画も執筆する。
2004年、単身インドに赴き、翌年まで約半年間をかけて平田弘史の『血だるま剣法』のヒンディー語版を出版。帰国後にその顛末を漫画化した『インドへ馬鹿がやって来た』を『漫画ゴラクネクスター』にて連載、2008年に単行本化された。

## 作風
主に劇画雑誌や麻雀コミック誌等で、ギャンブルや、救いのない、または救い様のない人々を、ペーソスに溢れ、いかにもだらしない絵柄で、土着的とも言える作風で描く。
『天元坊』は、江戸時代の貧しい百姓の子供が囲碁の才能でのし上がっていく本格ストーリー漫画で、その後「囲碁クラブ」誌で囲碁エッセイ風漫画『俺は天才だろうか』の連載もした。有名人が実名（あるいは明らかなモデルとして）で登場することでも、知られている。

## 作品
- 『くそばばの詩』青林堂 1973年
- 『がんばれ番長』朝日ソノラマ 1974年
- 『しりあす甚一』 双葉社 1976年 （原作鈴木博）
- 『プロフェッショナル列伝』双葉社 1977年 （原案田中義幸）
- 『天元坊 (全2巻)』双葉社 1978年
- 『2年D組上杉治』けいせい出版 1980年
- 『自炊男爵飄々記』双葉社 1980年
- 『エラヅヨの殺し屋』竹書房 1982年
- 『怪力エンヤコーラ』青林堂 1983年
- 『西子・或る女雀師の一生』竹書房 1983年
- 『ミスターごっと』竹書房 1983年
- 『ニッポン玄人考』講談社 1985年 （原作七三太朗）
- 『ギャンブル馬鹿』日本文芸社 1985年 （原作牛次郎）
- 『花咲ヶ丘24時』双葉社 1986年
- 『万の病をもつ男』講談社 1986年
- 『私、ビョーキの味方です』壱番館書房 1986年
- 『万病マージャン』講談社 1989年
- 『にっぽん自転車王』 日本文芸社 1990年
- 『原色ギャンブル図鑑』スタジオシップ 1990年
- 『立川ウィンズ通り (1)』秋田書店 1991年
- 『人間必勝法』ヒット出版 1992年
- 『外人パチンカー』ヒット出版 1992年
- 『にっぽん神童伝』日本文芸社 1993年
- 『山松ゆうきちの笑激情 (全3巻)』オハヨー出版
- 『故郷の勝負師たち』けいせい文庫
- 『恍惚村騒動記』けいせい文庫
- 『ああ!!あとがない 山松ゆうきち自選短編集(1)』青林堂 2002年
- 『中年死刑囚 山松ゆうきち自選短編集(2)』青林堂 2002年
- 『山松Very Best of Early Years』青林工藝舎 2003年
- 『インドへ馬鹿がやって来た』日本文芸社　2008年
- 『またまたインドへ馬鹿がやって来た』日本文芸社　2011年